# Легка атлетика на літніх Олімпійських іграх 2016 — естафетний біг 4×400 метрів (чоловіки)
Змагання з легкої атлетики в естафеті 4 по 400 метрів серед чоловіків на літніх Олімпійських іграх 2016 пройшли 19 і 20 серпня на Олімпійському стадіоні Жоао Авеланжа.

## Рекорди
Станом на 19 серпня 2016 світовий і олімпійський рекорди були такими:
| Світовий рекорд     | США (Ендрю Валмон, Квінсі Воттс, Батч Рейнолдс, Майкл Джонсон)           | 2:54.29 | Штутгарт, Німеччина | 22 серпня 1993 |
| Олімпійський рекорд | США (USA) (Лашон Меррітт, Енджело Тейлор, Девід Невілл, Джеремі Ворінер) | 2:55.39 | Пекін, Китай        | 23 серпня 2008 |

## Розклад змагань
Час місцевий (UTC−3).
| Дата                | Час   | Раунд            |
| ------------------- | ----- | ---------------- |
| П'ятниця, 19 серпня | 21:10 | Попередні забіги |
| Субота, 20 серпня   | 22:35 | Фінал            |

## Результати

### Попередні забіги
У фінал виходять по перші три команди з кожного забігу (Q), а також дві найшвидші крім них (q).

#### Забіг 1
| Місце | Країна                  | Спортсмени                                                           | Час     | Примітки |
| ----- | ----------------------- | -------------------------------------------------------------------- | ------- | -------- |
| 1     | Ямайка (JAM)            | Рушин Макдональд, Пітер Меттьюз, Нетон Аллен, Джевон Френсіс         | 2:58.29 | Q, SB    |
| 2     | США (USA)               | Арман Голл, Тоні Маккей, Кайл Клемонс, Девід Вербург                 | 2:58.38 | Q, SB    |
| 3     | Ботсвана (BOT)          | Ісаак Маквала, Карабо Сібанда, Онкабетсе Нкоболо, Леанаме Маотоанонг | 2:59.35 | Q, NR    |
| 4     | Польща (POL)            | Лукаш Кравчук, Міхал Пєтшак, Якуб Кшевіна, Рафал Омелко              | 2:59.58 | q, SB    |
| 5     | Франція (FRA)           | Мам-Ібра Анн, Тедді Атін-Венель, Мамаду Касі Ханн, Тома Жордьє       | 3:00.82 | SB       |
| 6     | Колумбія (COL)          | Антоні Самбрано, Дієго Паломеке, Карлос Лемос, Джон Перласа          | 3:01.84 |          |
| 7     | Японія (JPN)            | Джуліан Джруммі Волш, Томоя Тамура, Такамаса Кітаґава, Нобуя Като    | 3:02.95 |          |
| —     | Тринідад і Тобаго (TTO) | Джаррін Соломон, Лалонд Гордонn, Деон Лендор, Махель Седеніо         | DQ      | R 163.3a |

##### Забіг 2
| Місце | Країна                         | Спортсмени                                                                 | Час     | Примітки |
| ----- | ------------------------------ | -------------------------------------------------------------------------- | ------- | -------- |
| 1     | Бельгія (BEL)                  | Жульєн Ватрен, Жонатан Борле, Ділан Борлі, Кевін Борле                     | 2:59.25 | Q, NR    |
| 2     | Багамські Острови (BAH)        | Алонсо Расселл, Кріс Браун, Стівен Гардінер, Стівен Ньюболд                | 2:59.64 | Q, SB    |
| 3     | Куба (CUB)                     | Вільям Коллазо, Адріан Чакон, Осмайдел Пеллісір, Йоандіс Лескай            | 3:00.16 | Q, SB    |
| 4     | Бразилія (BRA)                 | Педро Луїс де Олівейра, Алешандер Руссо, Пітерсон душ Сантуш, Уго ді Соуза | 3:00.43 | q, SB    |
| 5     | Домініканська Республіка (DOM) | Йон Соріано, Лугелін Сантос, Луїс Чарлес, Густаво Куеста                   | 3:01.76 | SB       |
| 6     | Венесуела (VEN)                | Артуро Рамірес, Омар Лонгарт, Альберт Браво, Фредді Мезонес                | 3:02.69 |          |
| —     | Велика Британія (GBR)          | Найджел Левайн, Делано Вільямс, Меттью Гадсон-Сміт, Мартін Руні            | DQ      | R 170.19 |
| —     | Індія (IND)                    | Кунху Мухаммед Путанпураккал, Мохаммад Анас, Айясамі Дхарун, Арокіа Раджив | DQ      | R 170.19 |

### Фінал
| Місце | Доріжка | Країна                  | Спортсмени                                                                 | Час     | Примітки |
| ----- | ------- | ----------------------- | -------------------------------------------------------------------------- | ------- | -------- |
| 1     | 5       | США (USA)               | Арман Голл, Тоні Маккей, Гіл Робертс, Лашон Меррітт                        | 2:57.30 | SB       |
| 2     | 3       | Ямайка (JAM)            | Пітер Меттьюз, Нетон Аллен, Фіцрой Данклі, Джевон Френсіс                  | 2:58.16 | SB       |
| 3     | 6       | Багамські Острови (BAH) | Алонсо Расселл, Майкл Метью, Стівен Гардінер, Кріс Браун                   | 2:58.49 | SB       |
| 4     | 4       | Бельгія (BEL)           | Жульєн Ватрен, Жонатан Борле, Ділан Борлі, Кевін Борле                     | 2:58.52 | NR       |
| 5     | 7       | Ботсвана (BOT)          | Ісаак Маквала, Карабо Сібанда, Онкабетсе Нкоболо, Леанаме Маотоанонг       | 2:59.06 | NR       |
| 6     | 8       | Куба (CUB)              | Вільям Коллазо, Адріан Чакон, Осмайдел Пеллісір, Йоандіс Лескай            | 2:59.53 | SB       |
| 7     | 2       | Польща (POL)            | Лукаш Кравчук, Міхал Пєтшак, Якуб Кшевіна, Рафал Омелко                    | 3:00.50 |          |
| 8     | 1       | Бразилія (BRA)          | Педро Луїс де Олівейра, Алешандер Руссо, Пітерсон душ Сантуш, Уго ді Соуза | 3:03.28 |          |